# Una sombra al frente
Una sombra al frente és una pel·lícula peruana del 2007 dirigida per Augusto Tamayo San Román i inspirada en la novel·la del mateix nom de l'escriptor Augusto Tamayo Vargas, inspirada en el seu pare. Ha estat preseleccionada per als Premis Oscar 2008 en la categoria "Millor pel·lícula de parla no anglesa".
Ambientada en els començaments del segle xx, narra les activitats d'un jove enginyer peruà que busca connectar la selva amazònica amb la resta del Perú. Va ser gravada a Lima (principalment al Centre històric) i Chanchamayo. La història d'aquesta pel·lícula té com a tema la comunicació. És la història d'un peruà emprenedor, Enrique Aet, encarna l'intens desig de comunicació d'un país en progrés.

## Argument
La pel·lícula se centra en una etapa important de la vida de l'enginyer Enrique Aet (Diego Bertie). Jove enginyer de camins, Aet és un professional obstinat en la construcció de vies de comunicació a principis del segle XX al Perú, 1908. Aet desitja unir-se al canvi en l'àmbit comercial i empresarial que van fer amb èxit molta empresa en l'època.
Són èpoques de construcció i de desenvolupament fortament influenciades per l'esperit positivista d'una República que està abocada a integrar un país de geografia agresta i difícil. Sortida d'una destructora guerra a fins del segle anterior, la República Peruana ha iniciat el seu avanç cap a les regions de la selva, apartades però importants, en un intent per incorporar l'enorme Amazònia a la resta del país.

## Repartiment
| Actor                       | Personatge         |
| --------------------------- | ------------------ |
| Diego Bertie                | Enrique Aet        |
| Vanessa Saba                | Doris Beltrán      |
| Gonzalo Molina              | Oswaldo Aet        |
| Rossana Fernández-Maldonado | Rosa Aet           |
| Milena Alva                 | Guillermina Aet    |
| Arturo Prato                | Joven Enrique Aet  |
| Paul Vega                   | Rodolfo Rodríguez  |
| Gianfranco Brero            | Joaquín Cañedo     |
| Alberto Ísola               | Don Felipe Beltrán |
| Cécica Bernasconi           | María Cristina     |
| Lorena Navarro              | Anita              |
| Daniela Winder              | Rosita             |
| Carlos Carlín               |                    |
| Enrique Victoria            |                    |
| Jorge Chiarella             |                    |
| Jorge Chiarella             |                    |
| Nidia Bermejo               |                    |
| Pierina Pirotta             |                    |
| Wendy Vásquez               |                    |
| Alfonso Dibos               |                    |
| Nicolás Fantinato           |                    |

## Nominacions i premis
Fou nominada a la Catalina d'Or al Festival Internacional de Cinema de Cartagena de Indias del 2008. I va guanyar el premi CONACINE al Festival de Cinema de Lima de 2007.